# Cheumatopsyche banksi
Cheumatopsyche banksi är en nattsländeart som beskrevs av Martin E. Mosely 1942. Cheumatopsyche banksi ingår i släktet Cheumatopsyche och familjen ryssjenattsländor. Inga underarter finns listade i Catalogue of Life.